# Limnocletodes angustodes
Limnocletodes angustodes är en kräftdjursart. Limnocletodes angustodes ingår i släktet Limnocletodes och familjen Cletodidae. Inga underarter finns listade i Catalogue of Life.